# 라지 라마야

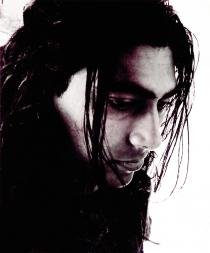

라지 라마야(Raj Ramayya)는 세션 보컬이자 작곡가로 뷰티풀 루저 듀오의 일원이다. 서스캐처원에서 출생했으며 인도의 유산가이기도 하다.
서스캐처원 모션 픽셔스의 넥스트페스트에 그의 곡이 우승을 차지하거나 후보로 몇번 씩 오른 경력이 있다. 또 그는 일본의 유명 애니메이션 카우보이 비밥과 울프 레인의 세계적으로 유명한 사운드트랙의 타이틀 곡을 맡은 바가 있으며 텔레비전 광고 음악 250곡 이상을 작곡, 편곡, 보컬을 맡았다.
또, 라즈 라마야는 비마니 시리즈에 참여해 기타도라 시리즈의 수록곡 "BOBBY SUE AND SKINNY KIM"과 "Micro fin"등의 보컬을 맡기도 했다.